# Ayodelle Taffe
Ayodelle Taffe (ur. 13 września 1994) – trynidadzko-tobagijski lekkoatleta specjalizujący się w biegach sprinterskich.
W 2013 sięgnął po brązowy medal mistrzostw Ameryki Środkowej i Karaibów w sztafecie 4 × 100 metrów. W tym samym roku sztafeta Tynidadu i Tobago z Taffe w składzie zajęła 7. miejsce podczas mistrzostw świata w Moskwie. Medalista CARIFTA Games.

## Osiągnięcia
| Rok  | Impreza                                  | Miejsce | Konkurencja             | Lokata     | Wynik |
| ---- | ---------------------------------------- | ------- | ----------------------- | ---------- | ----- |
| 2013 | Mistrzostwa Ameryki Środkowej i Karaibów | Morelia | bieg na 100 metrów      | eliminacje | 10,59 |
| 2013 | Mistrzostwa Ameryki Środkowej i Karaibów | Morelia | sztafeta 4 × 100 metrów | 3. miejsce | 39,26 |
| 2013 | Mistrzostwa świata                       | Moskwa  | sztafeta 4 × 100 metrów | 7. miejsce | 38,57 |

## Rekordy życiowe
- Bieg na 100 metrów – 10,30 (2013) / 10,19w (2013)
- Bieg na 200 metrów – 20,82 (2014) / 20,77w (2013)